# Палисад

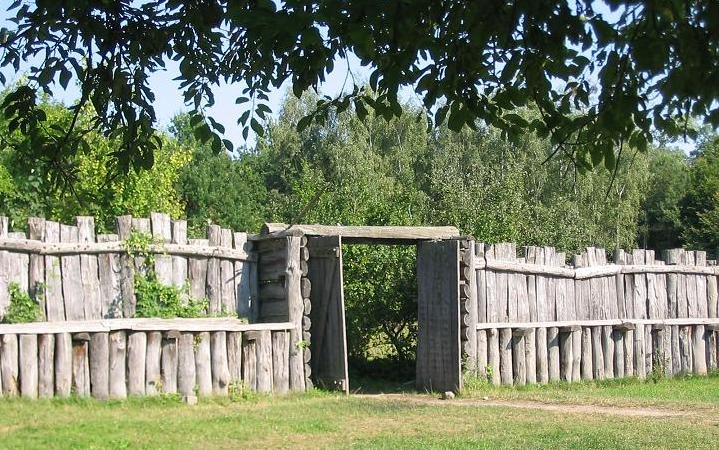
Реконструкция средневекового частокола в Германии

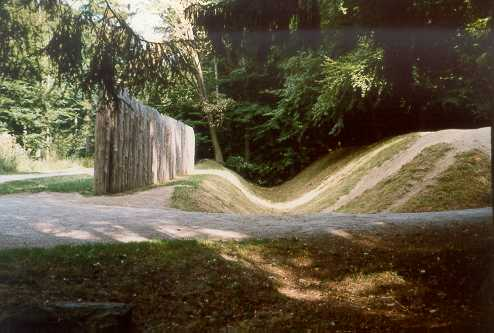
Палисад и ров

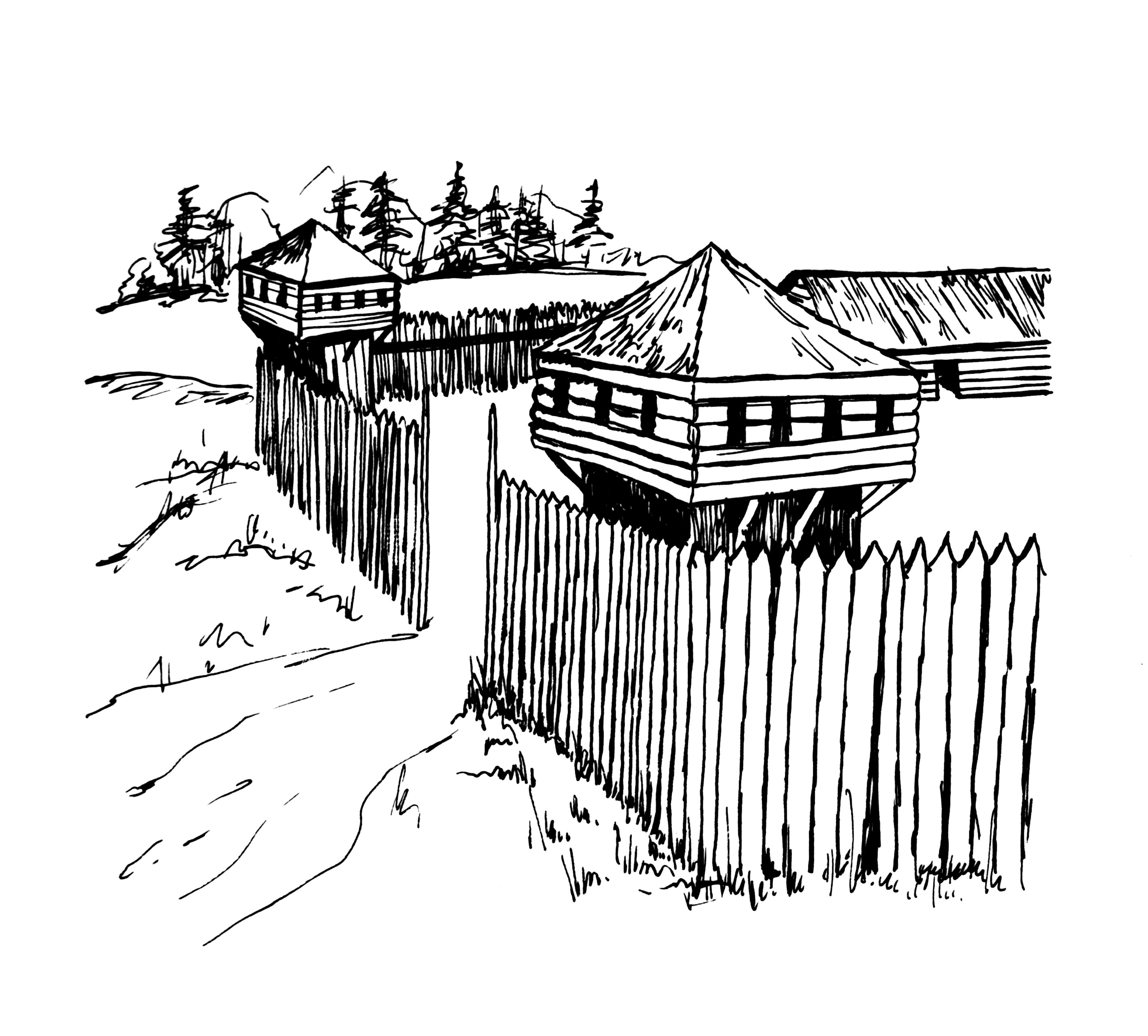
Частокол

Палиса́д, или частоко́л (фр. palissade, итал. palizzata, лат. palus) — препятствие или стена из ряда столбов (свай) высотой в несколько метров, вертикально врытых или вбитых на треть своей длины в землю (вплотную или на небольшом расстоянии) и соединённых между собой для прочности одним-двумя горизонтальными брусьями (брусками-пажилинами), либо связанных шипами, сквозным прогоном или пришивным брусом.
В словаре у Даля частокол — забор, тын из кольев, из частоколин, жердин стойком; в Рязанском крае назывался «турлук».
Чаще всего использовались стволы ровных деревьев, то есть толстые и прямые брёвна. Обычно палисады сопровождались другими земляными фортификационными работами. Палисад идеально подходил для быстрого возведения небольших укреплённых пунктов, особенно в богатых лесами территориях. Такие пункты были эффективными при непродолжительных конфликтах с малочисленным противником. Однако деревянные стены не могли противостоять огню и осадным орудиям. Как правило, предпочтение всегда отдавалось каменным стенам.
Иногда палисад возводили как временное полевое укрепление вокруг крепостей и за́мков на этапе строительства, пока не будут построены каменные стены.
Огороженный палисадом участок между домом и дорогой называется палисадник.